# KZ-Außenlager Oederan
Das KZ-Außenlager Oederan wurde als Außenlager des Konzentrationslagers Flossenbürg in der Stadt Oederan in Sachsen eingerichtet, nachdem es im März/April 1933 bereits ein frühes Konzentrationslager gegeben hatte. Das Flossenbürger Außenlager befand sich in der ehemaligen Nähfadenfabrik Kabis, die von der Deutschen Kühl- und Kraftmaschinen GmbH (DKK) Scharfenstein unter dem Tarnnamen Agricola GmbH genutzt wurde, und bestand dort von September 1944 bis zum 14. April 1945. Für die im Lager umgekommenen drei Frauen wurde die Grabanlage auf dem Friedhof von Oederan 2005 neugestaltet. An einer früheren Baracke im Fabrikgelände ist heute eine Gedenktafel an die inhaftierten Frauen angebracht.
Im KZ-Außenlager waren 501 jüdische Frauen aus dem KZ Auschwitz untergebracht, darunter 200 Frauen aus Polen, 150 aus der Tschechoslowakei und 60 aus Ungarn sowie aus den Niederlanden, aus der UdSSR und aus Deutschland. Die Frauen leisteten in zwei Schichten Zwangsarbeit bei der Munitionsherstellung für die Deutsche Kühl- und Kraftmaschinen GmbH Oederan.
Spätestens im November 1944 wurde mit dem Bau eines weiteren KZ-Kommandos bei der Leineweberei Salzmann in Oederan begonnen, das ca. 870 weitere Häfltinge aufnehmen sollte.
Die Bewachung erfolgte durch acht bis zehn Aufseherinnen, die die Frauen teilweise misshandelten. Drei inhaftierte Frauen kamen zu Tode.
Das Lager wurde am 14. April 1945 aus Oederan geräumt. Die Frauen werden in Viehwaggons in den Reichsgau Sudetenland gebracht, wo sie im KZ Theresienstadt im Mai 1945 von der Roten Armee befreit worden sind.